# Torre de refrigeración

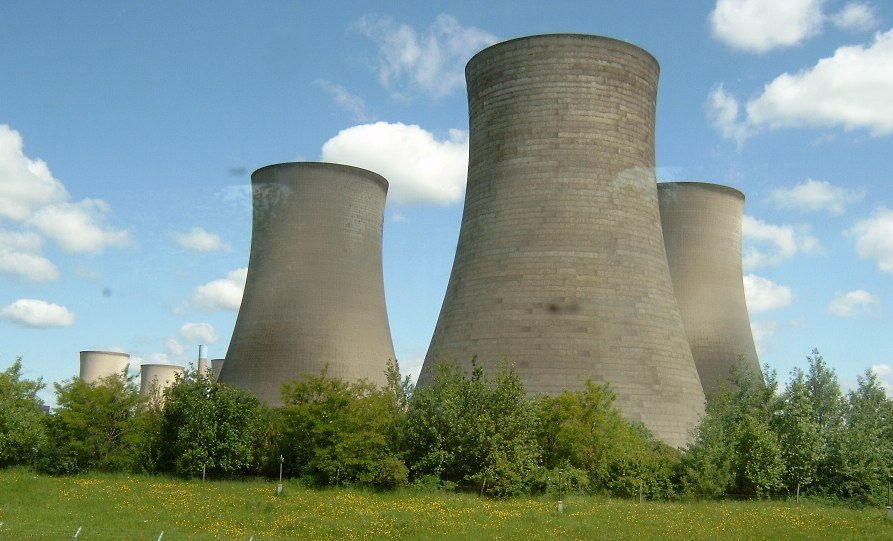
Planta de energía de Didcot, Reino Unido
Torres de estructura hiperboloide de refrigeración húmedas de tiro natural.

Las torres de refrigeración o torres de enfriamiento son estructuras diseñadas para disminuir la temperatura del agua y otros medios. El uso principal de las grandes torres de refrigeración industriales es el de rebajar la temperatura del agua de refrigeración utilizada en plantas de energía, refinerías de petróleo, plantas petroquímicas, plantas de procesamiento de gas natural y otras instalaciones industriales.
Con relación al mecanismo utilizado para la transferencia de calor los principales tipos son:
- Torres de refrigeración húmedas: funcionan por el principio de evaporación (véase refrigerador inundado).
- Torres de refrigeración secas: funcionan por transmisión del calor a través de una superficie que separa el fluido a refrigerar del aire ambiente.

En una torre de refrigeración húmeda, el agua caliente puede ser enfriada a una temperatura inferior a la del ambiente, si el aire es relativamente seco (véase: punto de rocío).
Con respecto al tiro del aire en la torre existen tres tipos de torres de refrigeración:
- Tiro natural, que utiliza una chimenea alta.
- Tiro inducido, en el que el ventilador se coloca en la parte superior de la torre (impulsan el aire creando un pequeño vacío en el interior de la torre).
- Tiro mecánico (o tiro forzado), que utiliza la potencia de motores de ventilación para impulsar el aire a la torre (colocándose en la base).

Bajo ciertas condiciones ambientales, nubes de vapor de agua (niebla) se pueden ver que salen de una torre de refrigeración húmeda (véase imagen).
Las torres de enfriamiento usan la evaporación del agua para rechazar el calor de un proceso tal como la generación de energía eléctrica. Las torres de enfriamiento varían en tamaño desde pequeñas a estructuras muy grandes que pueden sobrepasar los 220 metros de altura y 100 metros de longitud. Torres más pequeñas son normalmente construidas en fábricas, mientras que las más grandes son construidas en el sitio donde se requieren.

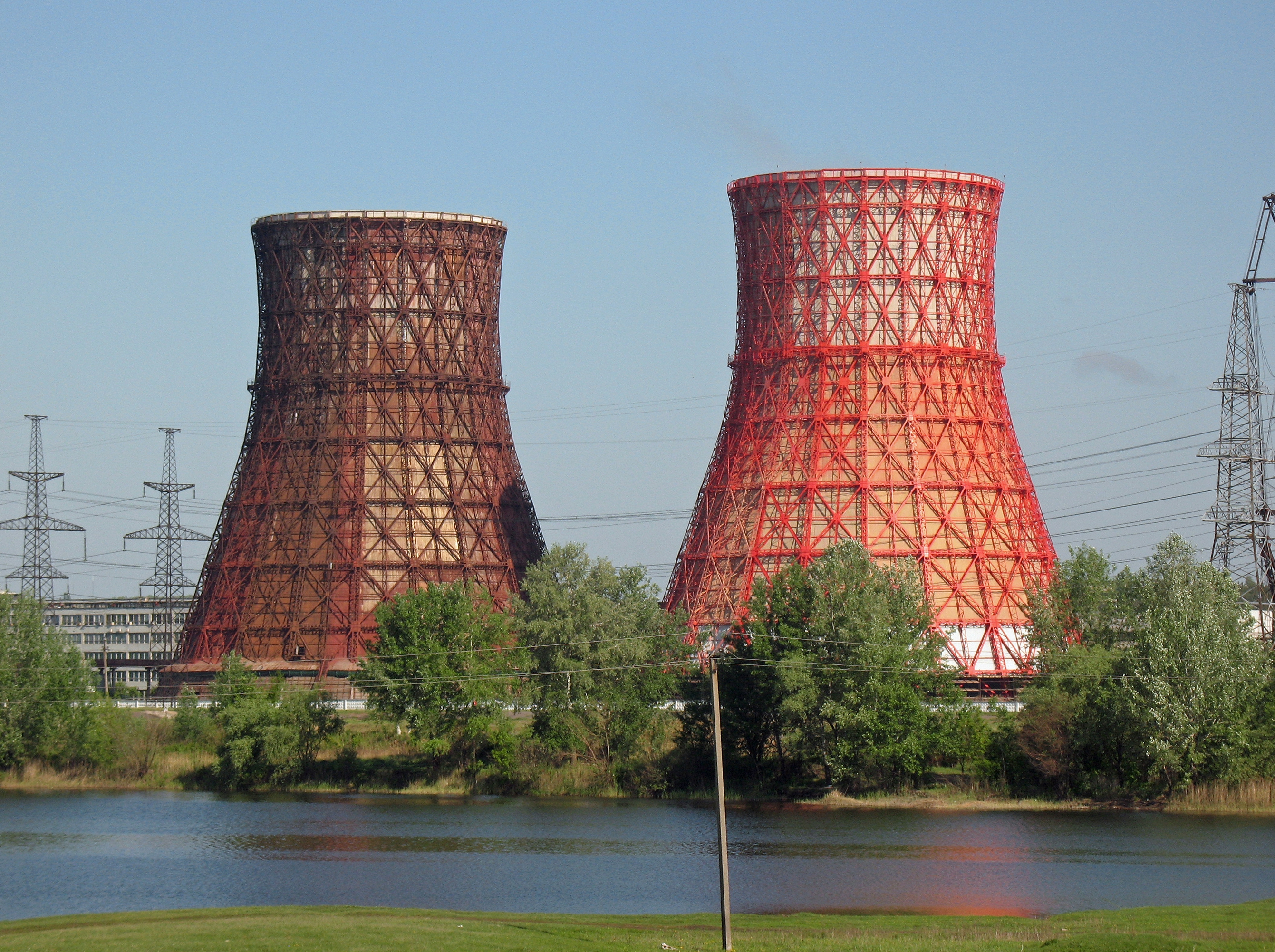

## Historia
Las torres de enfriamiento fueron originadas en el siglo XIX, a través del desarrollo de condensadores para uso de vapor de motor. Los condensadores utilizan agua relativamente fría, para condensar el vapor que los cilindros o turbinas crean. Esto reduce la presión que por consecuencia reduce el consumo de vapor y, por lo tanto, de combustible, a la vez incrementando la potencia y reciclando el agua de la caldera.
De todos modos, los condensadores requieren un amplio suplemento de agua refrigerante, sin la cual se tornan completamente no prácticos.
El consumo del agua de enfriamiento es estimado para reducir la energía disponible para la mayoría de las plantas térmicas.
Para finales del siglo XX, unos cuantos métodos de evaporación, con el fin de reciclar agua refrigerante, eran utilizados en áreas con falta de una fuente de agua constante; confiable en tiempos de demanda; o de otro modo adecuado para satisfacer las necesidades de refrigeración. En áreas con tierra disponible, los sistemas tomaron la forma de estanques de enfriamiento; en áreas con terreno limitado, como en las ciudades, tomaron la forma de torres de enfriamiento.
Estas torres de enfriamiento primordiales fueron posicionadas en los techos de los edificios, así como en estructuras independientes, y contaban con refrigeración por aire de parte de ventiladores o de alguna otra fuente natural. Un libro estadounidense de ingeniería de 1911 describe un diseño como Una liviana placa metálica, en efecto, una pila de chimenea, mucho más corta verticalmente y mucho más alargada lateralmente. En la parte superior hay un conjunto de canales de distribución, a los que debe bombearse el agua del condensador; a partir de estos se escurre sobre «esteras» hechas de listones de madera o pantallas de alambre tejido, que llenan el espacio dentro de la torre.
Una torre de enfriamiento hiperboloide fue patentada por los ingenieros holandeses Frederik van Iterson y Gerard Kuypers en 1918. Las primeras torres de enfriamiento hiperboloides se construyeron en 1918 cerca de Heerlen. Las primeras torres en el Reino Unido se construyeron en 1924 en la central eléctrica de Lister Drive en Liverpool, Inglaterra, para enfriar el agua utilizada en una central eléctrica de carbón.
Según el Informe del Gas Technology Institute (GTI), el enfriamiento evaporativo indirecto del punto de rocío del Ciclo de Maisotsenko (Ciclo M) es un método teóricamente sólido para reducir un fluido a una temperatura de punto de rocío que es más baja que su temperatura de bulbo húmedo. El ciclo M utiliza la energía psicrométrica (o la energía potencial) disponible del calor latente del agua que se evapora en el aire. Si bien su manifestación actual es el Ciclo M HMX para aire acondicionado, a través del diseño de ingeniería, este ciclo podría aplicarse como un dispositivo de recuperación de calor y humedad para dispositivos de combustión, torres de enfriamiento, condensadores y otros procesos que involucran corrientes de gas húmedo.
Se estima que el consumo de agua de enfriamiento por parte de las plantas eléctricas y de procesamiento interior reducirá la disponibilidad de energía para la mayoría de las plantas de energía térmica para 2040–2069.
En 2021, unos investigadores presentaron un método para la recuperación de vapor. El vapor se carga mediante un haz de iones y luego se captura en una malla de alambre de carga opuesta. La pureza del agua superó los estándares de potabilidad de EPA.

## La torre de refrigeración utilizada como chimenea
En algunas plantas de energía modernas, equipadas con conductos de purificación de gas como la Planta de Energía Staudinger de Grosskrotzenburg y la Planta de Energía de Rostock la torre de refrigeración también se utiliza como chimenea. En plantas que no tengan conductos de purificación de gas esto causa problemas con la corrosión.

## Equilibrio de material de una torre de refrigeración húmeda

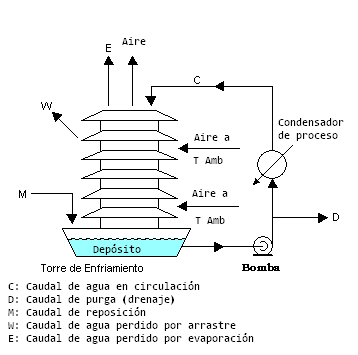
Torre de refrigeración húmeda

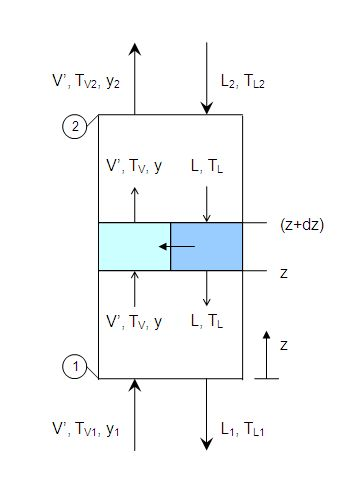
Esquema del funcionamiento de una torre de refrigeración.

Cuantitativamente, el equilibrio de material alrededor de un sistema de torre de refrigeración húmeda está controlado por las variables de funcionamiento estructurales tasa de flujo, evaporación y pérdidas por viento, tasa de trasegado, y ciclos de concentración:
| M      | = Agua de la estructura en m³/h                                                 |
| C      | = Agua circulante en m³/h                                                       |
| D      | = Trasegado de agua en m³/h                                                     |
| E      | = Agua evaporada en m³/h                                                        |
| W      | = Pérdida por viento de agua en m³/h                                            |
| X      | = Concentración en ppmw (de sales completamente solubles, normalmente cloruros) |
| XM     | = Concentración de cloruros en el agua de la estructura (M), en ppmw            |
| XC     | = Concentración de cloruros en el agua circulante (C), en ppmw                  |
| Ciclos | = Ciclos de concentración = XC / XM (sin dimensión)                             |
| ppmw   | = partes por millón en peso                                                     |

En el boceto anterior, el agua bombeada desde el depósito de la torre es el agua refrigerante encaminada a través de enfriadores del proceso y los condensadores en una instalación industrial. El agua fría absorbe calor de las corrientes calientes del proceso que necesitan ser enfriadas o condensadas, y el calor absorbido calienta el agua circulante (C). El agua calentada vuelve a la cima de la torre de refrigeración y cae en chorros finos —presentando gran superficie para su enfriamiento con el aire— sobre el material de relleno dentro de la torre. A medida que gotea, el contacto con el aire que sube por la torre, por tiro natural o forzado por grandes ventiladores. Este contacto provoca que una pequeña cantidad de agua sea pérdida por arrastre del viento (W) y otra parte del agua (E) por evaporación. El calor necesario para evaporar el agua se deriva de la propia agua, que enfría el agua a su regreso al depósito original y en donde queda a disposición para volver a circular. El agua evaporada deja las sales que lleva disueltas entre el grueso del agua que no ha sufrido la evaporación, lo que hace que la concentración de sales se incremente en el agua de refrigeración circulante. Para evitar que la concentración de sales en el agua llegue a ser demasiado alta, una parte del agua es retirada (D) para su vertido. Se suministra al depósito de la torre nuevo contingente de agua fresca (M) para compensar las pérdidas por el agua evaporada, el viento, y el agua retirada.
El equilibrio del agua en todo el sistema es:
M = E + D + W
Dado que el agua evaporada (E) no tiene sales, el equilibrio de cloruros del sistema es:
{\displaystyle MX_{M}=DX_{C}+WX_{C}=X_{C}(D+W)}
y, en consecuencia:
{\displaystyle {X_{C} \over X_{M}}={\text{Ciclos of concentración}}={M \over (D+W)}={M \over (M-E)}=1+{E \over (D+W)}}
De un equilibrio de calor simplificado de la torre:
{\displaystyle E={C\Delta Tc_{p} \over H_{V}}}
| Donde: |                                                                               |
| HV     | = calor latente de vaporización del agua = alrededor de 2260 kJ/kg            |
| ΔT     | = diferencia de temperaturas del agua de la cima de la torre a su base, en °C |
| cp     | = calor específico del agua = alrededor de 4184 kJ/kg/°C                      |

Las pérdidas por viento (W), en ausencia de datos del fabricante, pueden estimarse que son:
W = 0,3 a 1,0 % de C para torres de refrigeración de tiro natural.
W = 0,1 a 0,3 % de C para torres de refrigeración de tiro inducido.
W = alrededor de 0,01 % de C si la torre de refrigeración tiene eliminadores del efecto del viento.
Los ciclos de concentración en las torres de refrigeración en una refinería de petróleo normalmente se encuentran entre el 3 al 7. En algunas grandes plantas de energía. Los ciclos de concentración de las torres de refrigeración pueden ser mucho más altos.

## Métodos de transferencia de calor
Con respecto al mecanismo de transferencia de calor empleado, los principales tipos son:
- Las torres de enfriamiento húmedo o torres de enfriamiento por evaporación funcionan según el principio de enfriamiento por evaporación. El refrigerante de trabajo (generalmente agua) es el fluido evaporado y está expuesto a los elementos.
- Las torres de enfriamiento de circuito cerrado (también llamados enfriadores de fluidos) pasan el refrigerante de trabajo a través de un gran intercambiador de calor, generalmente un radiador, sobre el cual se distribuye agua limpia. rociado y aplicado un tiro inducido por ventilador. El rendimiento de transferencia de calor resultante es similar al de una torre de refrigeración húmeda, con la ventaja de proteger el fluido de trabajo de la exposición y la contaminación ambientales.
- Las torres de enfriamiento adiabáticas rocían agua en el aire entrante o en una almohadilla de cartón para enfriar el aire antes de que pase por un intercambiador de calor enfriado por aire. Las torres de enfriamiento adiabáticas usan menos agua que otras torres de enfriamiento, pero no enfrían el fluido tan cerca de la temperatura de bulbo húmedo. La mayoría de las torres de enfriamiento adiabáticas también son torres de enfriamiento híbridas.
- Las torres de enfriamiento secas (o refrigeradores secos) son torres de enfriamiento de circuito cerrado que funcionan mediante transferencia de calor a través de un intercambiador de calor que separa el refrigerante de trabajo del aire ambiental, como en un radiador, utilizando la transferencia de calor por convección. No utilizan la evaporación.
- Torres de enfriamiento híbridas son torres de enfriamiento de circuito cerrado que pueden cambiar entre operación húmeda o adiabática y seca. Esto ayuda a equilibrar los ahorros de agua y energía en una variedad de condiciones climáticas. Algunas torres de enfriamiento híbridas pueden cambiar entre los modos seco, húmedo y adiabático.

En una torre de refrigeración húmeda (o torre de refrigeración de circuito abierto), el agua caliente se puede enfriar a una temperatura "más baja" que la temperatura de bulbo seco del aire ambiente, si el aire está relativamente seco (véase punto de rocío y psicrometría). A medida que el aire ambiental pasa por un flujo de agua, una pequeña porción del agua se evapora y la energía requerida para evaporar esa porción del agua se toma de la masa de agua restante, reduciendo así su temperatura. Aproximadamente 2300 kilojulios por kilogramo de energía térmica es absorbida por el agua evaporada. La evaporación da como resultado condiciones de aire saturado, lo que reduce la temperatura del agua procesada por la torre a un valor cercano a la temperatura de bulbo húmedo, que es más baja que la temperatura de bulbo seco ambiental, la diferencia determinada por la humedad inicial del aire ambiente.
Para lograr un mejor rendimiento (más enfriamiento), se utiliza un medio llamado "relleno" para aumentar el área de superficie y el tiempo de contacto entre los flujos de aire y agua. El "relleno por salpicadura" consiste en material colocado para interrumpir el flujo de agua y provocar salpicaduras. El "relleno de película" se compone de láminas delgadas de material (generalmente PVC) sobre las cuales fluye el agua. Ambos métodos crean una mayor superficie y tiempo de contacto entre el fluido (agua) y el gas (aire), para mejorar la transferencia de calor.